# Wrecking Ball (álbum)
Wrecking Ball es el decimoséptimo álbum de estudio del músico estadounidense Bruce Springsteen, publicado por la compañía discográfica Columbia Records el 6 de marzo de 2012. El álbum, el primero publicado tras la muerte del saxofonista de la E Street Band Clarence Clemons, incluyó nuevas composiciones y regrabaciones de temas antiguos como «American Land» y «Land of Hope and Dreams», con partes grabadas años antes por Clemons y Danny Federici. 
Tras su publicación, Wrecking Ball obtuvo un notable éxito comercial al alcanzar el primer puesto en la lista de discos más vendidos de numerosos países, incluyendo los Estados Unidos y el Reino Unido, con aproximadamente 196 000 y 74 000 copias vendidas respectivamente durante su primera semana. Además, recibió reseñas mayoritariamente positivas de la prensa musical, y fue votado el mejor disco de 2012 por la revista musical Rolling Stone. Tres canciones de Wrecking Ball, incluyendo el sencillo «We Take Care of Our Own», fueron nominadas a varios premios Grammy.

## Historia
Gran parte de Wrecking Ball fue compuesto por Springsteen a lo largo de 2011 salvo tres canciones que fueron interpretadas con anterioridad en directo:
1. «Wrecking Ball». Fue compuesta en 2009 previo a una serie de conciertos ofrecidos en el Giants Stadium como homenaje al estadio, cerrado y demolido poco tiempo después, e interpretada en la gira Working on a Dream Tour. Springsteen dedicó más tarde la misma canción con la letra modificada al estadio The Spectrum de Filadelfia.
2. «American Land». Fue compuesta durante las sesiones de grabación del álbum We Shall Overcome: The Seeger Sessions y grabada para el álbum, aunque sin llegar a publicarse.[7] La canción fue interpretada en directo tanto por la Seeger Sessions Band como en las dos giras posteriores con la E Street Band.
3. «Land of Hope and Dreams». Escrita por Bruce en 1998 e interpretada por primera vez en 1999 en la gira de reunión con la E Street Band.[8] Una versión de estudio se grabó durante las sesiones de The Rising aunque nunca fue publicada.[9]

El álbum incluye también las últimas grabaciones de Clarence Clemons antes de su muerte en junio de 2011, tocando el saxofón en «Wrecking Ball» y en «Land of Hope and Dreams». Aunque la gira de promoción de Wrecking Ball incluye a la E Street Band acompañando a Bruce Springsteen, los únicos miembros de la banda que participaron en el álbum fueron Clarence Clemons, Steven Van Zandt, Max Weinberg y Patti Scialfa. El álbum incluye también miembros de la Seeger Sessions Band y otros músicos como Tom Morello y Matt Chamberlain.

## Composición

### Música y letra
Wrecking Ball fue definido como el «álbum más enfadado de Springsteen» y muchas de las canciones hablan de temas como la justicia económica. Musicalmente, el álbum fue descrito como «muy rock 'n' roll, con texturas inesperadas como bucles, percusión electrónica, y una mezcla sorprendente de influencias y ritmos, desde el hip hop hasta el folk irlandés».
El crítico de la revista Paste Stephen M. Deusner calificó el álbum como "un gran disco de rock". Por su parte, Andy Gill, columnista de The Independent escribió sobre el estilo musical de Wrecking Ball: «Está expresado en una mezcla entre la clásica grandilocuencia rock del Jefe y fiesta folk rock de su álbum con la Seeger Sessions, con toques de noble gospel, una conmovedora trompeta jazz y une enérgica música rebelde irlandesa coloreando las canciones acorde a su estado de ánimo». Steven Hyden lo definió como «un álbum de mainstream rock», y anotó que, musicalmente, el álbum cuenta con «tambores en auge, violines, banjos, trompetas, pianos, ollas, sartenes y cada superficie dura disponible en el estudio de grabación de Bruce».
El crítico musical Robert Christgau interpretó las seis primeras canciones como «fuerte ironía tapando la furia asesina, con renovado arena rock encerrado en casa». Citó como ejemplo el primer sencillo, «We Take Care of Our Own», diciendo que «es perversamente anti-político darle cualquier otra interpretación al tema que abre el disco, que cita lugares desde shotgun shacks (una especie de casa estrecha) hasta The Superdome (en referencia al refugio de la población de Nueva Orleans frente al Katrina) donde nosotros -los Estados Unidos en los que muchos estadounidenses ni siquiera habían nacido- no hemos cuidado de los nuestros». Steve Leftridge, de la revista PopMatters, encontró los personajes de las canciones «menos esquivos sobre a quién culpar de sus problemas, cortando las cifras medias, como los capataces y la contratación de hombres, y tomando a los verdaderos culpables sin ambigüedades». Comparó además el álbum con The Rising, diciendo: «Si aquel era su respuesta al 11-S, Wrecking Ball es su álbum sobre el Ocuppy Movement».

### Contenido
Según relató Springsteen a la revista Rolling Stone, en 2009 compuso su primera canción para Wrecking Ball sobre un «tío que lleva una corbata». La revista escribió en referencia a Wrecking Ball: «[Bruce] ha pasado mucho tiempo en su carrera escribiendo sobre personajes que luchan en tiempos económicos difíciles, pero la crisis financiera le convenció de que era tiempo de escribir sobre la gente y las fuerzas que llevaron a América a ese punto. El álbum es una denuncia de la avaricia y corrupción en Wall Street y una mirada a la devastación causada».
La canción que abre el álbum, «We Take Care Of Our Own», recuerda «a «Born in the U.S.A.» en el hecho de que refleja la frustración de Springsteen con la falta de transparencia que ve en el Gobierno. En la línea de «Born in the U.S.A.», el verso aparentemente patriótico «Wherever this flaf is flown, we take care of our own» (lo cual puede traducirse como: "Ahí donde ondee esta bandera, cuidaremos de los nuestros") contrasta con las referencias a las secuelas del huracán Katrina, sugiriendo que quizás no cuidamos de nosotros».
Por su parte, «Death To My Hometown» es una canción protesta enojada sobre las prácticas de los banqueros de Wall Street, a quienes responsabiliza de la crisis económica en versos como: «They destroyed our families, factories and they took our homes, they left our bodies on the planks, the vultures picked our bones» (lo cual puede traducirse al español como: «Destruyeron nuestras familias, fábricas y se llevaron nuestras casas, dejaron nuestros cuerpos sobre las tablas, los buitres recogieron nuestros huesos»).
«Wrecking Ball», canción que da título al álbum, fue escrita en conmemoración del posteriormente demolido Giants Stadium de Nueva Jersey y está escrita tomando al estadio en primera persona en versos como: «I was raised out of steel here in the swamps of Jersey» (lo cual puede traducirse como: «Fui hecho de acero aquí en los pantanos de Jersey»). Sin embargo, en el contexto general del álbum, «Wrecking Ball» se convierte en un desafío a la adversidad económica, con versos como: «C'mon on and take your best shot, let me see what you got, bring on your wrecking ball!» (lo cual puede traducirse como: «Vamos y coge lo mejor de ti, déjame ver lo que tienes y trae tu bola de demolición»). La versión del álbum es ligeramente diferente a la versión en directo e incluye pocos cambios en la letra.
Dentro del apartado de música experimental se incluye «Rocky Ground», que guarda reminiscencias con canciones de Springsteen como «My City of Ruins» y «Streets of Philadelphia» e incluye un rap de Michelle Moore como primera incursión de Bruce en el género musical. La canción incluye un arreglo musical con coros de gospel y bucles repetidos a lo largo del tema con el verso «I'm a soldier», extraído de la canción «I'm a Soldier in the Army of the Lord». La letra incluye imágenes religiosas, incluyendo referencias bíblicas en la línea de la justicia social y económica del álbum como: «40 days and nights washed this land / Jesus said the moneychangers in this temple will not stand» (lo cual puede traducirse al español como: «40 días y noches lavaron esta tierra / Jesús dijo que los mercaderes no estarán en este templo»). A pesar del sombrío arreglo musical, la letra es optimista y Bruce responde: «There's a new day coming» (en español: «Vendrá un nuevo día») en respuesta al verso «We've been traveling over rocky ground» (en español: «Hemos estado viajando sobre terreno rocoso»), cantado por el coro.
El tema «Land of Hope and Dreams» mantiene la temática religiosa y la mirada optimista con letras que usan al tren como metáfora para expresar la visión de Springsteen del sueño americano en versos como: «This train/dreams will not be thwarted/this train/faith will be rewarded» (en español: «Este tren, los sueños no se verán frustrados, este tren, la fe será recompensada»). La canción incluye fragmentos de la canción de Curtis Mayfield «People Get Ready», y es diferente a versiones interpretadas con la E Street Band desde 1999, con una batería electrónica y el uso de un coro gospel.

## Recepción
Wrecking Ball recibió generalmente reseñas positivas de la crítica musical. La página web Metacritic, que asigna una puntuación media del 0 al 100 tomando la puntuación de selectos críticos musicales, otorgó a Wrecking Ball una puntuación de 78 a partir de 39 reseñas. David Fricke, de la revista musical Rolling Stone, definió el trabajo como «el álbum más desesperado, confrontado y musicalmente turbulento de Bruce Springsteen». El crítico de la BBC Ian Winwood definió el álbum como «una obra de gran comandante y una ejecución magistral», y felicitó su música como «variada y sorprendente». Steve Leftridge, de PopMatters, lo definió como «coherentemente diseñado» y escribió que «encuentra a Springsteen aún funcionando a toda máquina, escribiendo con urgencia poética, dibujando sobre las viejas y nuevas tradiciones, cantando y tocando con fuerza y energía, y entregando una nueva serie de melodías asesinas con un fresco golpe sonoro». Alexis Petridis, del diario The Guardian, escribió que el álbum «pinta casi en su totalidad con grandes rasgos, pero su grandilocuencia no parece hueca: existe [...] en servicio de una ira que parece justa, afectiva y genuina». Por su parte, Andy Gill, columnista de The Independent, encontró el álbum «mucho más oscuro que cualquiera de las primeras diatribas de Springsteen», y escribió: «Hay pocos momentos de innovación musical, pero en términos de voluntad política, no habrá un álbum más duro y desafiante en todo el año».
Sin embargo, el crítico de la revista Spin Jesse Cataldo acusó a Springsteen de estar «en el límite patriotero» y acusó a su perspectiva de ser «de color de rosa». Stephen Thomas Erlewine, de la web Allmusic, encontró el álbum «engorroso y demasiado pesado», y dijo que «Springsteen sacrifica su ira apasionada en lugar de explicar sus intenciones con mayor claridad». Aunque elogió la temática del álbum, el escritor Greg Kot, del diario Chicago Tribune, criticó su música como «estéril» y comentó que Springsteen «perdió el nervio como coproductor, yendo a la pedantería de los grandes estadios en sustitución de la arena sin adornos que estas historias de tiempos difíciles demandan». A pesar de que también el crítico de The New York Times Jon Pareles elogió la energía de Springsteen y el «ambicioso arreglo» de las canciones, encontró «la energía a servicio de ideas profundamente nebulosas» y comentó que «el texto es hasta ahora muy ambiguo, y en su totalidad, simplemente plano». En la misma reseña, Pareles comentó que el álbum es «sincero, ambicioso y enfadado, lo que puede llevar a resultados distintos. Incluye también -lo cual puede ser una sorpresa en un álbum considerado como una andanada- algunos de los brebajes más elaborados de Springsteen desde Born to Run».

## Wrecking Ball Tour
La gira de promoción de Wrecking Ball comenzó el 9 de marzo en el Teatro Apollo de Nueva York y es la primera sin el miembro fundador de la E Street Band Clarence Clemons tras su muerte un año antes. En su lugar, la E Street Band se completó con su sobrino, Jake Clemons, acompañado de una sección de vientos integrada por Clark Gayton, Curt Ramm y Barry Danielian. En total, la banda aumenta a 17 miembros, siendo la formación más grande desde la gira Tunnel of Love Express de 1987.
Como avance a la publicación de Wrecking Ball el 5 de marzo, Springsteen realizó varias actuaciones en público e interpretó la canción «We Take Care Of Our Own» en la gala de la 54.ª edición de los Premios Grammy. Durante la última semana de febrero, el presentador Jimmy Fallon dedicó una semana entera de su programa, Late Night With Jimmy Fallon, a la música de Springsteen, invitando a diferentes artistas que versionaron canciones de Springsteen. Bruce y la E Street Band abrieron el primer programa interpretando dos canciones y cerraron la semana tocando «Death To My Hometown», «Jack of All Trades» y «The E Street Shuffle» con Tom Morello y The Roots.

## Lista de canciones
Todas las canciones compuestas por Bruce Springsteen.

Todas las canciones escritas y compuestas por Bruce Springsteen. 
| N.º | Título                    | Duración |  |
| 1.  | «We Take Care of Our Own» | 3:54     |  |
| 2.  | «Easy Money»              | 3:37     |  |
| 3.  | «Shackled and Drawn»      | 3:47     |  |
| 4.  | «Jack of All Trades»      | 6:00     |  |
| 5.  | «Death to My Hometown»    | 3:30     |  |
| 6.  | «This Depression»         | 4:10     |  |
| 7.  | «Wrecking Ball»           | 5:50     |  |
| 8.  | «You've Got It»           | 3:50     |  |
| 9.  | «Rocky Ground»            | 4:41     |  |
| 10. | «Land of Hope and Dreams» | 7:00     |  |
| 11. | «We Are Alive»            | 5:37     |  |

Bonus tracks
| N.º | Título                                     | Duración |  |
| 12. | «Swallowed Up (In the Belly of the Whale)» | 5:29     |  |
| 13. | «American Land»                            | 4:26     |  |

## Personal

### E Street Band
- Bruce Springsteen: voz, guitarra, banjo, piano órgano Hammond, batería y percusión
- Clarence Clemons: saxofón en "Wrecking Ball" y "Land of Hope and Dreams"
- Patti Scialfa: coros
- Steven Van Zandt: guitarra y coros en "Wrecking Ball", "Land of Hope and Dreams" y "American Land"
- Max Weinberg: batería en "Wrecking Ball", "Land of Hope and Dreams" y "American Land"

### Otros músicos
- Ron Aniello: guitarra, bajo, teclados, batería y loops
- Matt Chamberlain: batería en "You've Got It"
- Charles Giordano: órgano Hammond en "Wrecking Ball", "Swallowed Up (In the Belly of the Whale)" y "American Land"
- Stan Harrison: saxofón en "Jack of All Trades" y "You've Got It"
- Steve Jordan: percusión en "Easy Money"
- Greg Leisz: guitarra en "You've Got It"
- Darrell Leonard: trompeta
- Lisa Lowell: coros
- Ed Manion: saxofón en "Jack of All Trades" y "You've Got It"
- Jeremy McCoy: bajo en "Swallowed Up (In the Belly of the Whale)"
- Tom Morello: guitarra en "Jack of All Trades" y "This Depression"
- New York String Section: sección de cuerda en "We Take Care of Our Own", Jack of All Trades" y "Wrecking Ball"
  - Rob Mathes: orquestación
  - Lisa Kim: concertino
  - Myumju Lee: violín
  - Ann Lehmaan: violín
  - Lizz Lim: violín
  - Johanna Marher: violín
  - Annaliesa Place: violín
  - Fiona Simon: violín
  - Sharon Yamada: violín
  - Jung Sun Yu: violín
  - Karen Dreyfus: viola
  - Daniel Panner: viola
  - Robert Rinehart: viola
  - Mina Smith: chelo
  - Alan Stepansky: chelo

## Posición en listas
| País              | Listas            | Listas           | Listas        | Ventas |
|                   | Posición más alta | Semanas en lista | Certificación |        |
| ----------------- | ----------------- | ---------------- | ------------- | ------ |
| Alemania          | 1                 |                  |               |        |
| Austria           | 1                 | 5                | Oro           | 10 000 |
| Bélgica (Flandes) | 1                 | 5                |               |        |
| Bélgica (Valonia) | 3                 | 5                |               |        |
| Dinamarca         | 1                 | 4                |               |        |
| España            | 1                 | 4                | Platino       | 40 000 |
| Estados Unidos    | 1                 |                  |               |        |
| Finlandia         | 1                 | 4                |               |        |
| Francia           | 3                 | 2                |               |        |
| Grecia            | 18                |                  |               |        |
| Irlanda           | 1                 |                  |               |        |
| Italia            | 1                 | 4                | Oro           | 30 000 |
| Nueva Zelanda     | 1                 | 4                |               |        |
| Noruega           | 1                 | 5                |               |        |
| Países Bajos      | 1                 | 5                |               |        |
| Polonia           | 10                |                  |               |        |
| Portugal          | 4                 | 5                | Oro           | 10 000 |
| Reino Unido       | 1                 |                  |               |        |
| Suiza             | 1                 | 5                |               |        |

## Certificaciones
| País        | Organismo certificador | Certificación | Ventas certificadas |
| ----------- | ---------------------- | ------------- | ------------------- |
| Alemania    | BVMI                   | Oro           | 100 000             |
| Australia   | ARIA                   | Oro           | 35 000              |
| Austria     | IFPI Austria           | Oro           | 10 000              |
| Canadá      | CRIA                   | Oro           | 40 000              |
| España      | PROMUSICAE             | Platino       | 40 000              |
| Finlandia   | Musiikkituottajat      | Platino       | 20 000              |
| Francia     | SNEP                   | Oro           | 50 000              |
| Irlanda     | IRMA                   | Platino       | 15 000              |
| Italia      | FIMI                   | Platino       | 60 000              |
| Portugal    | AFP                    | Oro           | 10 000              |
| Reino Unido | BPI                    | Oro           | 100 000             |
| Suecia      | GLF                    | Platino       | 40 000              |
| Suiza       | IFPI Suiza             | Oro           | 15 000              |